# 서경석 (희극인)
서경석(1972년 2월 15일 ~ )은 대한민국의 희극인 출신 방송인, MC이다.

## 생애
1972년 2월 15일에 대전광역시 대덕구 송촌동에서 2남 중 차남으로 태어났다. 아버지의 사업 실패로 가정형편이 어려워 육군사관학교 50기에 수석으로 합격하였으나, 학업과 군 복무를 병행하는 육사 생활에 적응하지 못하고 결국 자퇴 후 재수하여 1991년에 서울대학교 불어불문학과에 입학했다. 1993년 MBC 개그콘테스트에서 은상을 수상하며 데뷔하였다. 
데뷔 초기 이윤석과 함께 지적인 이미지로 희극 연기를 했으며, 《오늘은 좋은 날》의 코너 '울엄마'에서 조혜련과의 모자(母子) 연기로 인기를 얻었다. 2001년 30세에 입대하여 2003년 전역 후 《서경석의 병영일기》라는 책을 냈다. 1993년 데뷔 이후 이윤석과 끈끈한 우정을 다지고 있다. 
2010년 11월 13세 연하의 유다솜과 결혼하였으며, 2012년 8월에는 딸 서지유가 태어났다.

## 학력
- 1984년 대전문창초등학교 (졸업)
- 1987년 대전동명중학교 (졸업)
- 1990년 동대전고등학교 (졸업)
- 1990년 육군사관학교 50기 90학번 (중퇴)
- 1997년 서울대학교 불어불문학과 91학번 (졸업)
- 2002년 사이버한국외국어대학교 한국어학부 (졸업)
- 2008년 중앙대학교 신문방송대학원 신문방송학과 (졸업)
  - 학위논문명: 한국 코미디언의 스타파워에 관한 연구

## 출연작

### 현재 출연 프로그램
- MBC TV 《생방송 행복드림 로또 6/45》(2018년 12월 8일~ )
- SBS 《생활의 달인》

### 과거 출연 프로그램/드라마
- MBC 《뽀뽀뽀》
- MBC 《제23회 창작동요제》
- MBC 《웃으면 복이와요》 - 이제는 달라져야 합니다, 이야기 한판
- MBC 《그렇게 깊은 뜻이》
- MBC 《도전 추리특급》
- MBC 《집중 퀴즈테크》
- MBC 《미래로 다시뛴다》
- MBC 《콤비콤비》 - 코믹다큐맨터리
- MBC 《유쾌한 오락회》
- MBC 《95 MBC 코미디가요제》
- MBC 《오늘은 좋은날》 - 헬프미 퇴마, 오! 순애야, 풍운의 별, 울엄마, 가족의 기초
- MBC 《코미디 대행진》
- MBC 《코미디 테마극장》
- MBC 《여기는 코미디본부》
- MBC 《월드컵 2002 스타퀴즈쇼》
- MBC 《올스타 코미디대행진》
- MBC 《특종 연예시티》
- MBC 《폭소가요제》
- KBS 《가족오락관》
- MBC 《휴먼TV 앗! 나의 실수》
- MBC 《98 MBC 만나면 좋은친구》
- KBS 2TV 《TV는 사랑을 싣고》 1998년 10월 30일 - 서경석의 보고싶은 이화정을 찾습니다
- MBC 《아나운서VS개그맨》
- MBC 《결정 최강의 개그커플》
- MBC 《스타다큐》
- KBS 《연예가중계》
- MBC 《토요특급》
- MBC 《99개그맨 천하장사 씨름대회》
- MBC 《테마게임》
- MBC 《청춘시트콤 남자 셋 여자 셋》
- 후난방송 《순백지련》(중국 첫 진출작)
- MBC 《섹션TV 연예통신》
- MBC 《칭찬합시다》
- MBC 《느낌표》
- MBC 《일요일 일요일 밤에》 - 대단한 도전
- MBC 《백조의 호수》 - 최황재 역
- KBS 《서경석의 뮤직쇼》
- SBS 《마지막 춤은 나와 함께》
- SBS 《한밤의 TV연예》
- MBC 《누구누구》
- MBC 《강력추천 토요일》
- MBC 《소울메이트》
- KBS 《쇼 파워 비디오》
- KBS 《TV 탐험 멋진 친구들》
- EBS 《생방송 선생님 질문 있어요》
- MBC 《에너지》
- MBC 《잡지왕》
- MBC 《인간탐구쇼 아이스크림》
- MBC 《청춘시트콤 NEW 논스톱》
- KBS 《위기탈출 넘버원》
- MBC 《대국민 건강프로젝트 슈퍼맨》
- MBC 드라마넷 《그녀의 로맨스》
- SBS 《공통점을 찾아라》
- SBS 《아이디어 하우머치》
- MBC 《미라클》
- tvN 《공부의 비법》
- KBS N 《파스타》
- KBS 《상상대결》
- KBS 《쾌적한국 미수다》
- E채널 《마초들의 변신 - 와우맨》
- KBS 《제빵왕 김탁구 스페셜》
- KBS 《상상오락관》
- KBS 《학교폭력 퇴치 100일 특집생방송 아픔에서 희망으로》
- KBS Joy 《더 체어 코리아 시즌 1》
- MBC 《2012년 런던 올림픽 하이라이트》
- tvN 《스타특강쇼》
- MBC every1 《가족의 비밀》
- MBC 금요시트콤 《천 번째 남자》
- MBC 스타로드토크 《명사십리》
- tvN 《슈퍼 챌린지 코리아》
- SBS 《18대 대통령 선거 개표 방송 - 2012 국민의 선택》
- MBC every1 《베스트 닥터쇼》
- JTBC 《신의 한 수》
- MBC 《휴먼다큐 사람이 좋다》 - 출연, 내레이션
- MBC 《스토리쇼 화수분》
- tvN 《이것이 진짜 공부다!》
- MBC 《7인의 식객》
- KBS 《대한민국 창업프로젝트 천지창조》
- MBC 《일밤 - 진짜 사나이》
- MBN 《지혜의 한 수, 회초리》
- 채널A 《명랑해결단》
- SBS 《창업스타》
- EBS 《2014 EBS 책 읽는 라디오 낭독 시리즈》
- EBS 《2015 신년특집 대한민국 교육을 말한다》
- EBS 《딱 좋은 친구들》
- YTN 《강소기업이 힘!이다》
- TV조선 《강적들》
- O tvN 《어쩌다 어른》
- MBC Every1 《마담들의 은밀한 레시피》
- SBS 《2016 희망TV SBS - 희망노래방 부기부기》
- KBS1 다큐공감 《무릉리의 특별한 겨울 이야기》 - 내레이션
- MBC 《미스터리 음악쇼 복면가왕》 - 선입금 후출발 화환맨 [참가자]
- MBN 《내 손안의 부모님》
- tvN 《유아독존》
- TV조선 《반전상회》
- EBS2 《한 눈에 보는 경제》
- KBS1 《천상의 컬렉션》
- KBS1 《KBS 스페셜 - 경제수다 한국경제가 왜 그럴까》
- KBS2 《꿀잼 퀴즈방》
- MBC 《특별근로감독관 조장풍》
- tvN 《플레이어 2》 - 4회
- tvN 《줄 서는 식당》 - 20회
- KBS2  《자본주의학교》
- MBC 표준FM 《여성시대 양희은, 서경석입니다》

## CF
- 롯데웰푸드 별난바
- SK하이닉스 콤비형 무선전화기
- 동아제약 솔표 쌍감탕
- 하나전자 오토런너
- 하버드학원
- 빙그레 아샤샤
- 교수문화 영재스쿨
- KFC 트위스터 (정선희, 브루노 브루니 주니어와 함께 출연)
- 팔도 깨봉
- 옥시레킷벤키저 이지오프뱅
- 웅진씽크빅
- 엔터미디어 신바람 7000
- 한국코닥 코닥골드 슈퍼크리어
- 위니아전자 공기방울세탁기 강스파이크
- 롯데햄 갈비경단 (김정은과 함께 출연)
- 로즈베이커리
- 농심 농심라면 육개장
- 천재교육 해법공부방/셀파
- LG유플러스
- 삼진제약 게보린
- AIA생명
- 방송통신위원회
- 롯데하이마트
- 중앙선거관리위원회
- 에듀윌

## 홍보대사
- 2001년 진중도서관 건립 국민운동 홍보대사
- 2003년 제2회 전국평생학습축제 홍보대사
- 2004년 대덕구 홍보대사
- 2007년 충남대학교병원 홍보대사
- 2007년 제6회 전국평생학습축제 홍보대사
- 2007년 임실치즈 홍보대사
- 2008년 세계 콩팥의 날 홍보대사
- 2008년 둥근세상 홍보대사
- 2008년 캘러웨이 홍보대사
- 2008년 노동부 산업안전 홍보대사
- 2009년 서울국제도서전 홍보대사
- 2009년 KR 녹색철도 건설 홍보대사
- 2010년 G20 정상회의 성공개최 홍보대사
- 2010년 세계대백제전 백제문화사절단원
- 2012년 APEC 교육장관회의 홍보대사
- 2013년 사랑정원 홍보대사
- 2013년 에듀윌 홍보대사
- 2013년 투르 드 코리아 2013 홍보대사
- 2013년 2015 경북문경세계군인체육대회 홍보대사
- 2014년 중앙선거관리위원회 공명선거 홍보대사
- 2014년 이지모바일 홍보대사
- 2014년 세종학당재단 홍보대사
- 2014년 STOP-TB Partnership KOREA 명예홍보대사
- 2016년 노란우산공제 홍보대사
- 2017년 네츄럴굿띵스 홍보대사
- 2017년 스타키그룹 홍보대사
- 2017년 도담하우스 홍보대사
- 2017년 가평군 홍보대사
- 2017년 서울의료원 홍보대사
- 2018년 대한턱관절협회 홍보대사
- 2019년 사랑의 빵 나눔운동 홍보대사

## 수상
- 2017년 MBC 방송연예대상 라디오 부문 우수상 《여성시대 양희은, 서경석입니다》
- 2015년 MBC 방송연예대상 라디오 부문 신인상
- 2014년 MBC 방송연예대상 쇼/버라이어티부문 최우수상
- 2014년 MBC 방송연예대상 우정상
- 2014년 제51회 저축의 날 대통령 표창
- 2014년 제3회 육군홍보대상
- 2013년 MBC 방송연예대상 PD상
- 2013년 MBC 방송연예대상 MC부문 인기상
- 2008년 대한민국 아나운서 대상 우리말지기상
- 2000년 제36회 백상예술대상 코미디언부문 인기상
- 1999년 MBC 코미디대상 대상 수상
- 1997년 MBC 코미디대상 최우수상
- 1996년 MBC 코미디대상 우수상
- 1993년 MBC 방송대상 코미디부문 신인상
- 1993년 MBC 개그 콘테스트 금상 수상

## 가족 관계
- 배우자: 유다솜
  - 딸: 서지유

## 같이 보기
- 이윤석
- 이경규
- 문천식
- 조혜련
- 김효진
- 신동엽
- 남희석
- 김진수
- 홍기훈
- 하청일
- 김한석
- 이병진
- 양희은